# Alex Riel
Alex Riel (13 de septiembre de 1940 - 9 de junio de 2024) fue un baterista danés de jazz y rock. Su primer grupo, Alex Riel/Palle Mikkelborg Quintet, ganó el Grand Prix Award en el Montreux Jazz Festival en 1968. Estuvo casado con la escritora Ane Riel.

## Biografía
Riel grabó con, entre otros, Booker Ervin, Kenny Drew, Kenny Werner, Bob Brookmeyer, Thomas Clausen, Bill Evans, Eddie "Lockjaw" Davis, Donald Byrd, Don Cherry, Thad Jones y Ben Webster. Formó un conjunto de jazz con el bajista Niels-Henning Ørsted Pedersen. Riel también fue miembro fundador en 1968 del grupo de rock danés The Savage Rose. Su álbum The Riel Deal ganó un Danish Grammy Award Jazz en 1996.
En septiembre de 2010, la celebración del 70 cumpleaños de Riel en el Jazzhus Montmartre fue transmitida en vivo con el título Celebration of a Living Jazz Legend por la estación de televisión nacional danesa TV2.

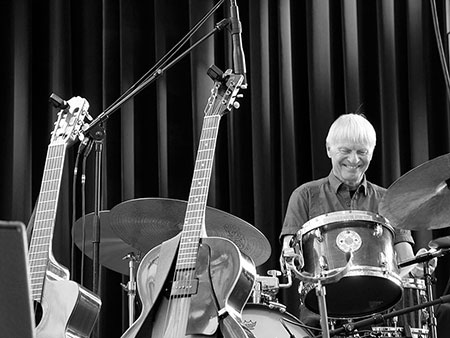
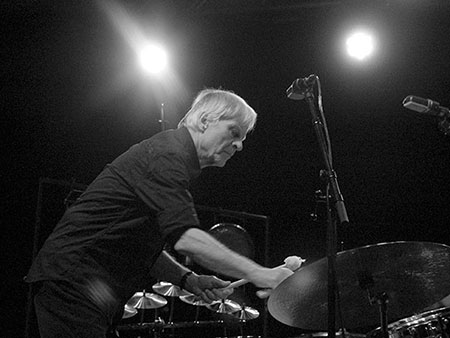
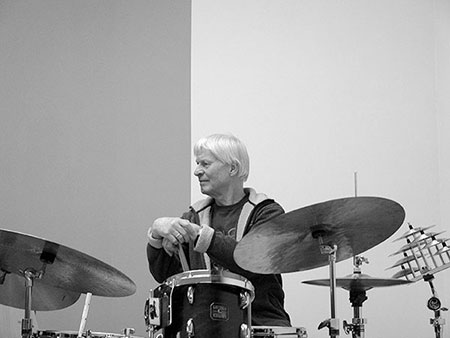
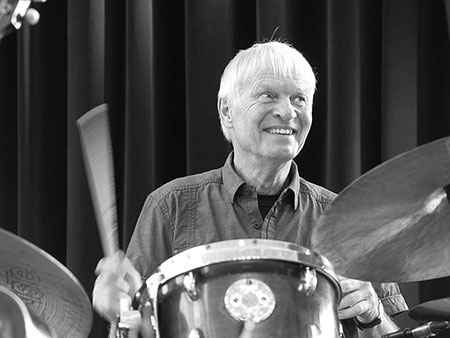

## Vida personal y muerte
Riel se casó con la autora de novela negra Ane Riel en 2002. Vivieron en Liseleje, en North Zealand, desde 2005 hasta su muerte. Falleció en su hogar el 9 de junio de 2024, a los 83 años.

## Premios
- Danish Jazz Musician Award 1965 otorgado por Duke Ellington y Sam Woodyard (Foto)[9]
- Ben Webster 90 Years Honorary Prize 1999 (compartido con Niels-Henning Ørsted Pedersen y Olivier Antunes).
- Danish Grammy Award Jazz en 1996 por el álbum de Riel The Riel Deal.
- Life Time Achievement Award de IFPI 2007 (Foto)[10]

## Discografía

### Como líder
- Alex Riel Trio con Kenny Drew, Niels-Henning Ørsted Pedersen (Fona, 1965)
- Emergence con Jesper Lundgaard, Jerry Bergonzi (Red, 1994)
- The Riel Deal con Kenny Werner, Jerry Bergonzi (Stunt, 1996)
- Unriel con Jerry Bergonzi, Michael Brecker, Eddie Gómez, Mike Stern, Niels Lan Doky (Stunt, 1997)
- DSB Kino con Harry Sweets Edison, Roger Kellaway (Stunt, 1998)
- Rielatin con Jerry Bergonzi, Mike Stern, Kenny Werner (Stunt, 1999)
- Celebration (Stunt, 2000)
- Live at Jive Alex Riel/Luts Büchner Quartet (Stunt, 2001)
- What Happened? Alex Riel Trio (Cowbell, 2004)
- The High & The Mighty Alex Riel Trio (Cowbell, 2007)
- Live at Stars Alex Riel Quartet feat. Charlie Mariano (Cowbell, 2008)
- Riel Time Alex Riel Quartet (Cowbell, 2008)
- Get Riel (Cowbell, 2008)

### Como acompañante
Con Eddie "Lockjaw" Davis
- Swingin' Till the Girls Come Home (SteepleChase, 1976)

Con Dexter Gordon
- Cheese Cake (SteepleChase, 1964 [1979])
- King Neptune (SteepleChase, 1964 [1979])
- Love for Sale (SteepleChase, 1964 [1982])
- It's You or No One (SteepleChase, 1964 [1983])
- Billie's Bounce (SteepleChase, 1964 [1983])
- Loose Walk (SteepleChase, 1965 [2003])
- Misty (SteepleChase, 1965 [2004])
- Heartaches (SteepleChase, 1965 [2004])
- Ladybird (SteepleChase, 1965 [2005])
- More Than You Know (SteepleChase, 1975)
- Swiss Nights Vol. 1 (SteepleChase, 1975 [1976])
- Swiss Nights Vol. 2 (SteepleChase, 1975 [1978])
- Swiss Nights Vol. 3 (SteepleChase, 1975 [1979])
- Lullaby for a Monster (SteepleChase, 1976 [1981])

Con Bob Brookmeyer
- Holiday (Challenge, 1981)

Con Ken McIntyre
- Hindsight (SteepleChase, 1974)

Con Jackie McLean
- Live at Montmartre (SteepleChase, 1972)
- Ode to Super (SteepleChase, 1973) con Gary Bartz
- A Ghetto Lullaby (SteepleChase, 1974)
- The Meeting (SteepleChase, 1974) con Dexter Gordon
- The Source (SteepleChase, 1974) con Dexter Gordon

Con Archie Shepp y Lars Gullin
- The House I Live In (SteepleChase, 1963 [1980])

Con Sahib Shihab
- Sahib's Jazz Party (Debut, 1963)

Con Thorgeir Stubø
- Flight (Hot Club, 1985)

Con Radka Toneff
- Live in Hamburg (Odin, 1981)
- Butterfly, track 4-6 (Curling Legs, 2008)

Con Ben Webster
- My Man: Live at Montmartre 1973 (SteepleChase, 1973)